# پایگاه هوایی رودرا ماتا بوج
پایگاه هوایی رودرا ماتا بوج (به انگلیسی: Bhuj Rudra Mata Air Force Base) (به زبان بومی: Shyamji Krishna Verma، Bhuj Airport) یک فرودگاه نظامی و همگانی با کد یاتا BHJ است که یک باند فرود آسفالت دارد و طول باند آن ۲۵۰۱ متر است. این فرودگاه در شهر بوج کشور هند قرار دارد و در ارتفاع ۸۲ متری از سطح دریا واقع شده‌است.